# Abulatar
Abulavar (Abū'l-A'war), identificado com o Abulatar ou Abubácaro (em grego: Ἀβουλαθάρ, Ἀβουβάχαρος; romaniz.: Abulathár, Aboubácharos) das fontes bizantinas, foi um almirante do Califado Ortodoxo. Comandou o segundo raide contra Chipre, que provavelmente ocorreu no verão de 650. Os árabes sitiaram a cidade de Lápito, mas abandonaram o cerco após os habitantes pagarem uma alto soma em dinheiro. Parece que eles não evacuaram a ilha inteiramente, e Abulavar erigiu uma fortaleza com uma guarnição de 12 000 homens, que segundo as fontes árabes permaneceu na ilha até o tratado de paz de 680, após o fracasso do Primeiro Cerco Árabe de Constantinopla.
Parece ter comandado esta guarnição por algum tempo, uma vez que o imperador bizantino do século X Constantino VII Porfirogênito (r. 913–959) registra que o árabe "Abubácaro" — que provavelmente pode ser identificado com Abulavar — erigiu um túmulo para sua filha, que morreu lá, após o dia de Constantino. Segundo Miguel, o Sírio, logo após isso ele comandou uma expedição contra Cós, que foi capturada e saqueada devido a traição do bispo local. Finalmente, em 655, comandou a frota árabe na grande Batalha dos Mastros, onde a marinha bizantina sob o imperador Constante II (r. 641–668) foi aniquilada.